# الله أباد (أصفهان)
الله أباد هي قرية في مقاطعة أصفهان، إيران. عدد سكان هذه القرية هو 255 في سنة 2006.